# Euphorbia kerstingii
Euphorbia kerstingii är en törelväxtart som beskrevs av Ferdinand Albin Pax. Euphorbia kerstingii ingår i släktet törlar, och familjen törelväxter. Inga underarter finns listade i Catalogue of Life.